# Джанапар
Джанапар (арм. Ճանապարհ թրեյլ) — тропа для пешего туризма, проходящая по горам, долинам и сёлам Нагорного Карабаха, разработанная уже несуществующей непризнанной Нагорно-Карабахской республике (НКР). Часть маршрута тропы проходит по международно признанным территориям Азербайджана, на момент создания тропы контролировавшимся НКР, а позднее вернувшимся под контроль Азербайджана, другая часть — по территории Армении. Тропа разбита на несколько участков, каждый из которых можно преодолеть в течение дня, и пролегает через города и деревни, предоставляя путникам возможность остановиться на ночлег. Вдоль маршрута расположены памятники архитектуры и другие достопримечательности. В результате Второй карабахской войны тропа оказалась разделена линией соприкосновения между Азербайджаном и НКР, что сделала прохождение её целиком на тот момент невозможным. В настоящее время Азербайджан восстановил контроль над всей своей территорией.

## Создание и развитие
«Джанапар» — один из 13 маршрутов для пешего туризма, спланированных в непризнанной Нагорно-Карабахской республике (НКР) на основе множества существующих в регионе троп. Тропа была впервые обозначена в 2007 году по проекту Раффи Коджяна, армянина из Лос-Анджелеса, репатриировавшегося в Ереван в 1999 году и поставившего перед собой задачу развития туризма в Карабахе. Грунтовые дороги и пешие тропы, веками известные лишь местным жителям, которые использовали их для перехода из одной деревни в другую, внезапно обрели новую миссию. Сплетённые в сеть тропинок, они были превращены в длинный маршрут. По состоянию на 2014 год протяженность тропы составляла уже около 300 км.
В 2017 году некоммерческая организация Trails For Change (TFC) запустила проект Janapar Trail Project, в рамках которого до конца года десятью полевыми работниками, включая трёх волонтёров, было размечено 275 км маршрута, а также разведаны и перечислены места возможного ночлега в гостевых семьях в 22 деревнях вдоль пути следования. В июле 2017 года бегунья ультрамарафона Тельма Казареан Алтун совершила пробег по тропе из Вардениса в Гадрут с целью привлечь внимание к развитию туризма в НКР и Армении.
Весной 2018 года TFC организовала кампанию по сбору средств на подготовку тропы для прохождения на горном велосипеде. На благоустройство маршрута было собрано более 15 000 долларов. К сентябрю 2018 года трасса была проложена и очищена от зарослей, в том числе было создано несколько объездных путей.
Для нескольких труднопроходимых участков тропы были разработаны альтернативные пути. Правительство непризнанной республики профинансировало изменение маршрута в районе Красного Базара. Новый участок тропы вьется по живописному каньону Чагадюза (называвшегося властями непризнанной НКР — Саргсашен).
По состоянию на 2019 год, вся тропа была обозначена указателями, а новый участок от села Зар (называвшегося властями непризнанной НКР — Цар) очищен от зарослей.
После Второй Карабахской войны тропа не могла быть использована на всей её протяжённости. По информации организаторов маршрута в НКР, доступными для туристов со стороны НКР остались на тот момент секции между Ханкенди (называвшегося властями непризнанной НКР — Степанакерт), Бадарой, Кёлатагом и Гандзасаром. В настоящее время Азербайджан восстановил контроль над всей своей территорией.

## Маршрут
Джанапар состоит из 17 секций, каждую из которых можно пройти за день.

Тропа начинается на юге, в Гадруте, пролегает через населённые пункты Туг, Азых, Красный Базар, Чанахчы, Дашалты до города Шуша и далее ведёт в Ханкенди. Недалеко от Дашалты в ущелье Унот расположен водопад Мамрот Кар («Зонтики»), а рядом с ним древний мост через ущелье. Водопад представляет собой карстовую пещеру с купола которой снаружи струится вода, создавая иллюзию водяного зонта.
Расстояние от Гадрута до Ханкенди преодолеть в течение недели. От Ханкенди тропа продолжается на север, до её конечного пункта — города Варденис в Армении. Тропа проходит через населённые пункты Бадара, Кёлатаг, Вянгли, Гозлу, Венг, Зульфугарлы, Кельбаджар и Зар.
Маршруты обозначены метками на деревьях и камнях. Северная часть тропы была маркирована меньше южной, участки идущие по дорогам маркированы не были.
Общая протяжённость тропы составляет 500 км.

## Достопримечательности
Представлен неполный список достопримечательностей, которые можно посмотреть при прохождении тропы Джанапар.
- «Мы — наши горы» — монумент на вершине холма при въезде в Ханкенди.
- Качагакаберд (крепость)[17].
- Ущелье Унот, водопад «Зонтики»[17]

## Символ тропы
Символом тропы является форма, напоминающая карту бывшей Нагорно-Карабахской автономной области. Пять кружков сверху придают ему сходство со следом ноги.

## Фотогалерея
Фотографии видов тропы
- Секция тропы между городами Шуша и Ханкенди
- Секция тропы между селом Дашалты и городом Шуша
- Собор в Шуше
- Водопад «Зонтик» в каньоне р. Каркарчай
- Каньон р. Каркарчай
- Монастырь Дадиванк (Худавянг)
- Монастырь Гандзасар
- Азыхская пещера